# تیم هورنکه
تیم هورنکه (آلمانی: Tim Hornke؛ زادهٔ ۴ اوت ۱۹۹۰) بازیکن هندبال اهل آلمان است.